# Petrolierul Unirea
Petrolierul Unirea a fost cea de-a doua navă de mare tonaj din seria petrolierelor de 150.000 tdw. construite în România, în 1978, la Șantierul naval Constanța. 

La 13 octombrie 1982, ora 09:15, în condiții de mare liniștită și vizibilitate foarte bună, petrolierul Unirea s-a scufundat la circa 40 mile marine sud-sud-est de Capul Caliacra, în Marea Neagră, la  adâncimea de aproximativ 1.400 metri, în urma unei explozii care a avut loc la bord.
Scufundarea navei Unirea conform Lloyd List, a fost considerată cea mai mare pierdere navală mondială din anul 1982.

## Investigații
Comisia de investigație special alcătuită a concluzionat printr-un Raport de Expertiză Tehnică prezentat la data de  30 noiembrie 1982, că scufundarea navei a fost cauzată de mai mulți factori: 
- explozie și incendiu în zona exploziei
- inundarea tancurilor babord, urmată de inundarea tancurilor din zona centrală
- focul puternic al exploziei din zona tancului 2 central
- frângerea navei în zona centrală
- ruperea și desprinderea completă a navei în final
- scufundarea celor două părți ale navei prin pierderea treptată a flotabilității
- condițiile hidrometeorologice nefavorabile, care au îngreunat operațiunile de salvare și au împiedicat cercetarea cu scafandrii a părții avariate a navei[2].

Potrivit acestei comisii, în timp ce nava era pregatită pentru începerea operațiunilor de degazare, având tancul central nr. 3 deschis, în atmosfera din interiorul acestuia, în imediata apropiere a gurii de vizită, s-a format o mixtură explozivă; inițierea exploziei acestei mixturi a putut fi provocată de multiple cauze capabile să producă acest fenomen, dintre care cea mai probabilă este descărcarea electrică apărută în urma acumulărilor electrostatice. Explozia mixturii din tancul 3 central a avut un efect distrugător asupra corpului navei, ca urmare a poziției gurii de vizită plasată în extremitatea pupa a tancului 3 central, fapt ce explică distrugerea peretului despărțitor din babord, punînd în comunicare tancul 3 central cu tancul 3 babord, unde, prin deschiderea punții și a bordajului s-a favorizat extinderea atmosferei explozive, simultan cu izbucnirea incendiului în această zonă, amplificînd ruperea pe verticală a bordajului navei în babord.
Contravaloarea de asigurare a navei de 36,6 milioane dolari, a fost integral recuperată de statul român de la asiguratorii acesteia.

## Operațiunile de salvare
Operațiunile de salvare au fost coordonate de pe malul bulgăresc și au implicat opt nave românești: Motru 25000 tdw, Tg. Bujor 18000 tdw, Mărășești 18000 tdw, Căciulata 8750 tdw, Goștinul 4800 tdw, Grădiștea 4800 tdw, Toplița 2400 tdw și remorcherul Voinicul, cinci nave bulgarești: Perun, Rusalka, Icar, Europa și Kiten, două nave sovietice, Ianghi Iuli și Ianghi Gordelivi, și elicoptere de salvare din România și Bulgaria.
Navele românești Motru și Tg. Bujor au salvat fiecare câte 18 membri ai echipajului, iar nava sovietică Ianhghi Iuli 5 membri. Un elicopter românesc, a preluat pe trei dintre cei care au necesitat îngrijiri medicale de urgență. Dintre cei 42 de supravietuitori, marinarul Gabriel Georgescu a fost salvat ultimul, după ce a stat aproape opt ore în apele reci ale Mării Negre, fiind reperat de un elicopter bulgăresc. A fost înregistrat un singur deces, ospătara Ganas Elena.

## Nave de același tip
Unirea a fost a doua navă dintr-o serie de cinci supertancuri românești, care au fost construite la Șantierul Naval Constanța  în anii 1980. Celelalte patru au fost:
- Independența - cu un deplasament de 150.000 tdw,  a fost primul petrolier din această serie și clasă, cea mai mare navă construită vreodată în România, fiind considerată nava amiral a flotei comerciale românesti. În anul 1979 petrolierul a fost colizionat de nava grecească  Evriali în dreptul tancurilor 3 și 4 babord. Abordajul a provocat spargerea tancurilor de marfă, deversarea unei mari cantități de țiței în mare urmate de puternice deflagrații. Aproape toți membrii echipajului de pe Independența au murit. Epava a ars timp de 29 de zile[4].
- Biruința – a fost construit în 1980, iar după 1990 a mai purtat numele Iris Star  și Histria Crown, armator fiind Histria Shipmanagement. În 2007 nava Biruința a fost scoasă din uz. [5].
- Libertatea – finalizat în 1981, în 1997 numele navei a fost schimbat în Histria Prestige. Nava a fost taiată și casată  în anul 2005[6].
- Pacea - proiectată să fie terminată în 1982, nava a fost luată, neterminată, în 1980, de o bancă din Cehoslovacia, pentru o datorie de 10 milioane de dolari.[7]